# قلاكتي (دابوي الجنوبي)
قلاکتي (بالفارسية: قلاکتی) هي قرية تقع في إيران في قسم دابوي الجنوبی الريفي. يقدر عدد سكانها بـ 71 نسمة بحسب إحصاء 2016.